# Miinoo
Miinoo är en ö i Finland. Den ligger i sjön Pielisjärvi och i kommunen Juga i den ekonomiska regionen  Joensuu ekonomiska region  och landskapet Norra Karelen, i den centrala delen av landet, 400 km nordost om huvudstaden Helsingfors. Öns area är 24,2 hektar och dess största längd är 0,9 kilometer i nord-sydlig riktning.